# Pablo Heras-Casado
Pablo Heras-Casado, né le 21 novembre 1977, est un chef d'orchestre espagnol.

## Biographie

### Jeunesse
Fils d'un policier à la retraite, Pablo Heras-Cassado commence à chanter dans une chorale scolaire à l'âge de sept ans et prend des cours de piano à l'âge de neuf ans. Il étudie la musique au conservatoire de Grenade. Il fréquente ensuite l'Université de Grenade, se concentrant sur l'histoire de l'art et le théâtre. Il étudie la direction d'orchestre à l'Université d'Alcalá de Henares. Ses professeurs d'orchestre incluent Harry Christophers et Christopher Hogwood.

### Carrière
Au milieu des années 1990, Pablo Heras-Casado participe à la fondation de l'ensemble de musique ancienne Capella Exaudi. À l'Université de Grenade, il contribue à la création de l'ensemble SONÓORA, axé sur la musique moderniste et avant-gardiste. En 2000-2001, il devient chef adjoint de la Joven Orquesta Nacional de España . Il fonde l'Orchestre Barroca de Granada en 2002. En 2004, il crée une "Masterclass internationale de direction chorale" à Valle de Ricote (Murcie). En 2006-2007, il devient chef d'orchestre adjoint à l'Opéra de Paris. En 2007, Pablo Heras-Casado co-fonde La Compañía Teatro del Principe, un ensemble d'instruments d'époque basé à Aranjuez, en Espagne, qui se concentre sur les opéras négligés de l'époque baroque espagnole. Son travail dans la musique contemporaine comprend la direction des premières mondiales du ballet Les enfants du paradis (2008) de Marc-Olivier Dupin pour l'Opéra National de Paris et de l'opéra Matsukaze (2011) de Toshio Hosokawa.
En dehors de l'Espagne, Pablo Heras-Casado fait ses débuts aux États-Unis en juin 2008 avec l'Ensemble ACJW au Carnegie Hall, New-York. Ses débuts au Royaume-Uni ont suivi en août 2008 avec le National Youth Orchestra de Grande-Bretagne. Il dirige l'Orchestre de l'église Saint-Luc pour la première fois à l'été 2011. En décembre 2011, l'orchestre a annoncé la nomination de Pablo Heras-Casado comme son principal chef d'orchestre, avec effet immédiat et avec un contrat initial jusqu'en 2015. En mai 2014, l'orchestre a annoncé la prolongation de son contrat jusqu'à la saison 2016-2017. Il fait ses débuts au Metropolitan Opera de New York en 2013 en dirigeant la production de Michael Mayer de Rigoletto. En septembre 2014, il est nommé prochain chef invité principal du Teatro Real de Madrid, avec un contrat initial de trois saisons sur la période 2015-2018. Au cours de la saison 2016, il fait ses débuts avec l'Orchestre philharmonique de Vienne, l'Orchestre symphonique de la radio suédoise, l'Orchestre philharmonique d'Israël et au Melk Barocktage.
Les honneurs de Pablo Heras-Casado incluent la victoire au Concours des chefs d'orchestre du Festival de Lucerne en 2007. Il a reçu le prix Critical Eye de Radio Clásica, qui fait partie de RTVE, en novembre 2010. Il réalise des enregistrements commerciaux pour les labels Harmonia Mundi, Decca Classics et Deutsche Grammophon . Il devient également le premier lauréat d'orchestre de l'Orchestre de Saint-Luc, un nouveau poste créé pour lui à partir de la saison 2017-2018.
Chef d'orchestre de l'année 2014 de Musical America, Pablo Heras-Casado détient la Médaille d'honneur de la Fondation Rodriguez Acosta et le Prix Ambassadeur du gouvernement régional d'Andalousie. Il est ambassadeur honoraire et récipiendaire de la médaille d'or du mérite du Conseil de Grenade, ainsi qu'un citoyen honoraire de la province de Grenade, sa ville natale. En 2017, Pablo Heras-Casado est nommé Directeur du Festival de Grenade, présentant sa première édition du festival à l'été 2018 avec un succès retentissant, atteignant 92,7% d'occupation et accueillant plus de 45000 spectateurs. En 2018, il est décoré par la République française  Chevalier de l'Ordre des Arts et des Lettres ainsi que "Embajador Solidario 2019" par la Fundación Ayuda en Acción.
Son concert du 9 juin 2019 a marqué le 1000e concert de sa carrière. Il y a dirigé la Karajan-Akademie der Berliner Philharmoniker et la soprano Nika Gorič à la Berliner Philharmonie.

## Prix et distinctions
- 2007 : Lauréat du Concours de chef d'orchestre du Festival de Lucerne
- 2010 : Prix Critical Eye décerné au meilleur artiste de musique classique par Radio Clásica / RTVE, Espagne
- 2011 : Médaille d'honneur de la Fondation Rodríguez Acosta, Espagne
- 2011 : Diapason d'or du magazine musical français Diapason pour l'enregistrement de Rise and Fall of the City of Mahagonny de Kurt Weill
- 2012 : Médaille d'honneur de la ville de Grenade, Espagne
- 2013 : Chef d'orchestre Musical America de l'année
- 2015 : Presse musicale internationale (PMI) : Grand Prix Antoine Livio
- 2016 : Deutsche Schallplattenkritik Preis pour l'album Mendelssohn: Symphonies 3 & 4
- 2016 : Prix « Ambassadeur du tourisme de Grenade » de la ville de Grenade
- 2016 : Prix « Ambassadeur d'Andalousie » du gouvernement andalou
- 2017 : Premier lauréat de l'Orchestre de Saint-Luc
- 2017 : Nommé directeur du Festival de Grenade
- 2018 : Nommé Chevalier de l'ordre des arts et des lettres de la République française
- 2018 : Embajador Solidario 2019 par la Fundación Ayuda en Acción
- 2019 : Diapason d'or du magazine musical français Diapason pour l'enregistrement de Mendelssohn : Concerto pour piano no 2 & Symphonie no 1

## Enregistrements
- 2008 : Weihnachten in Europa. Glor Classics (Sono Music)
- 2009 : Puerto - Boreas, Fantasía Primera. Trito
- 2010 : Castel, La Fontana del Placer (Zarzuela en deux actes, 1776). Compañía Teatro del Príncipe. Enregistrement en première mondiale. Música Antigua Aranjuez
- 2010 : Boccherini, Clementina (Zarzuela en deux actes). Compañía Teatro del Príncipe Enregistrement en première mondiale. Música Antigua Aranjuez
- 2011 : Weill, Rise and Fall of the City of Mahagonny (DVD). Teatro Real, Madrid
- 2011 : Schubert, Symphonie no 7 en si mineur "Inachevée" (DVD). Orchestre Philharmonique de Radio France. Les Clefs de l'Orchestre. Jean-François Zygel, Naïve Records
- 2011 : Rota, Concerto pour trombone. Frédéric Belli joue des œuvres de Berio, Rabe, Martin, Delerue et Rota. Hänssler Classic
- 2013 : Verdi, baryton Arias. Plácido Domingo. Sony
- 2013 : Schubert, Symphonies nos 3 et 4. Freiburger Barockorchester. Harmonia Mundi
- 2014 : El Maestro Farinelli avec Concerto Koln. Archiv
- 2014 : Mendelssohn, Symphonie no 2 "Lobgesang". Symphonieorchester des Bayerischen Rundfunks. Harmonia Mundi
- 2014 : Bonno, L'isola disabitata. Premier enregistrement mondial. Compañia del Principe, Aranjuez. Maa Ediciones
- 2014 : Donizetti, L'elisir d'amore (Blu-ray & DVD). Deutsche Grammophon
- 2015 : Schumann, Concerto pour violon, Isabelle Faust, Freiburger Barockorchester. Harmonia Mundi
- 2015 : Praetorius. Chœur et ensemble Balthasar-Neumann. Archiv
- 2015 : Schumann, Concerto pour piano, Trio avec piano no 2 avec le pianiste Alexander Melnikov, le violoncelliste Jean-Guihen Queyras et la violoniste Isabelle Faust. Harmonia Mundi
- 2016 : Schumann, Concerto pour violoncelle, Trio avec piano no 1 avec le violoncelliste Jean-Guihen Queyras, la violoniste Isabelle Faust, le pianiste Alexander Melnikov et le Freiberger Barockorchester. Harmonia Mundi
- 2016 : Mendelssohn, Symphonies nos 3 et 4. Freiberger Barockorchester. Harmonia Mundi
- 2016 : Chostakovitch, Concertos pour violoncelle nos 1 et 2 avec la violoncelliste Alisa Weilerstein et l'Orchestre symphonique de la radio bavaroise. Decca Classics
- 2016 : Tchaïkovsky, Symphonie no 1 et La Tempête avec l'Orchestre de Saint-Luc. Harmonia Mundi
- 2016 : Verdi, La Traviata (DVD). C Major Entertainment
- 2016 : Sotelo, El Público (DVD). Naxos
- 2017 : Mendelssohn, Concerto pour violon, Symphonie no 5, Ouverture des Hébrides. Avec Isabelle Faust. Harmonia Mundi
- 2017 : Monteverdi, Selva moral e spirituale. Avec le chœur et l'ensemble Balthasar Neumann. Harmonia Mundi
- 2017 : Wagner, Der fliegende Holländer (DVD). Teatro Real de Madrid. Harmonia Mundi
- 2018 : Bartók, Concerto pour orchestre, Concerto pour piano no 3. Avec le pianiste Javier Perianes et Münchner Philharmoniker. Harmonia Mundi
- 2018 : Debussy, La Mer, Le Martyre de Saint Sébastien. Avec l'Orchestre Philharmonia. Harmonia Mundi
- 2019 : Mendelssohn, Concerto pour piano no 2 & Symphonie no 1. Harmonia Mundi